# Forró Tamás
Forró Tamás (Kaposvár, 1949. április 19. – 2025. március ?) magyar újságíró, műsorvezető.

## Életpályája
1988-ban a Magyar Rádióban Havas Henrikkel szerkesztette az Első kézben  című műsort. A későbbiekben fontos szerepe volt a napi Krónika, a 168 óra, a Nap TV, továbbá a Privát Profit című üzleti lap elindításában.
Mint televíziós nagy nézettséget ért el Havas Henrikkel együtt a Napkelte című műsorban.
Karrierjét beárnyékolta a feltételezés, hogy III/III-as ügynök volt, továbbá belekeveredett a Kulcsár Attila-féle bűnperbe, illetve a Postabank-ügybe.
Élete utolsó éveiben külföldön, a nyilvánosságtól visszavonultan élt.
Márciusi halálhírét 2025. június 30-án tették közzé.